# Raffaele Bonelli
Raffaele Bonelli marchese di San Marzano, nobile di Barletta (Napoli-, 3 giugno 1819 – Napoli, 28 marzo 1903) è stato un imprenditore, politico e nobile italiano.
Originario di un'antica dinastia nobiliare di Barletta ha sostenuto l'annessione del Regno delle Due Sicilie al Regno d'Italia. Sposa il 26 novembre 1840 Marianna Giudice Caracciolo.